# ستاره نقره‌ای
ستاره نقره‌ای یا نشان ستاره نقره‌ای، یکی از نشان‌های نظامی مربوط به نیروهای مسلح ایالات متحده آمریکا می‌باشد.
نشان ستاره نقره‌ای در تاریخ ۱۹ ژوئیه ۱۹۳۲ توسط رئیس جمهور هربرت هوور در وزارت جنگ ایالات متحده آمریکا به تصویب رسید و از همان سال به عنوان نشان شجاعت در تمام رسته‌های نیروی مسلح اهدا شد.
از زمان اولین اهدا تا کنون، حدود ۱۵۰٬۰۰۰ نشان اهدا شده است.

کاپیتان ارتش، گریگوری، در حال دریافت ستاره نقره‌ای از دریاسالار مایک مولن رئیس ستاد مشترک ارتش ایالات متحده